# Войнилович, Ромуальд
Ромуа́льд Войнило́вич (пол. Romuald Wojniłowicz, бел. Рамуальд Вайніловіч; 7 февраля 1714, Великое княжество Литовское — 27 октября 1763, Варшава, Королевство Польское) — деятель католической церкви в Великом княжестве Литовском. Происходил из древнего белорусского шляхетского рода Войниловичей.

## Биография
Родился 7 февраля 1714 года в семье Станислава Войниловича — новогрудского войского, и Н. Мержеевской. В 1729 году вступил в Вильнюсе в орден иезуитов. Изучал там философию (1732—1735) и теологию (1738—1742). Профессор риторики в Варшаве (1743—1744), этики в Вильнюсе (1747—1748), философии и этики в Новогрудке (1748—1751), префект школы в Несвиже и миссионер в Ужанке (1751—1752), профессор философии в Несвиже (1752—1755), префект типографии и госпиталя в Несвиже (1754—1755), профессор схоластической и полемической теологии в Полоцке (1756—1757) и Вильнюсе (1757—1758), декан философского факультета Виленской академии (1757—1758), ректор коллегиума в Минске (1758—1763). Был известен как проповедник. В 1756 году в Несвиже издал книгу «Праздничные проповеди на весь год» (пол. «Kazania swiąteczne na cały rok»). Оставил рукописный курс философии.